# الاحتمالية التطبيقية
الاحتمالات التطبيقية هي مجال يُعنى بتطبيق نظرية الاحتمالات على المشكلات الإحصائية، إضافة إلى تطبيقاتها في مجالات علمية وهندسية متنوعة.

## نطاق المجال
رغم أن كثيرًا من الأبحاث في الاحتمالات تُجرى ضمن إطار "الاحتمالات التطبيقية"، إلا أن الغالب في هذا المجال هو الاهتمام بالجوانب الرياضية للمشكلات المطروحة، لا بمجرد التطبيقات. وهذا يعكس سمةً شائعةً في الرياضيات التطبيقية بشكل عام.
يهتم الباحثون في هذا الحقل باستخدام العمليات العشوائية (Stochastic Processes)، وتوظيف مفاهيم الاحتمال في العلوم الطبيعية والعلوم الاجتماعية وعلوم الحاسوب والاقتصاد والطب والفيزياء والكيمياء.
كذلك، تُعد تطبيقات الاحتمال ذات أهمية خاصة في الهندسة، وخصوصًا في مجالات مثل:
- إدارة المخاطر
- ضبط الجودة

## نبذة تاريخية
ظهر مصطلح "الاحتمالات التطبيقية" أول مرة خلال ندوة لـالجمعية الأمريكية للرياضيات أواخر خمسينيات القرن العشرين. ثم شاع الاستخدام من خلال السلسلة العلمية التي حررها موريس بارتليت بعنوان: Applied Probability and Statistics. ولم يكن هناك مجلة متخصصة في هذا المجال حتى عام 1964، حين أسس جو غاني مجلة Journal of Applied Probability.

### مجالات تطبيقية
- نظرية الانهيار المالي (Ruin theory)
- الفيزياء الإحصائية
- التفاعلات الكيميائية والستويكيومترية
- علم البيئة ونمذجة السكان
- البيولوجيا التطورية
- التحسين في الحوسبة
- الاتصالات
- هندسة الاعتمادية
- ضبط الجودة
- تسعير الخيارات المالية (Black–Scholes)
- صيغة إيونز في الوراثة السكانية
- بحوث العمليات
- رياضيات الألعاب

### العمليات العشوائية
- سلسلة ماركوف
- عملية بواسون
- الحركة البراونية (Brownian Motion)
- نظرية الطوابير
- نظرية التجديد

### مؤسسات وموارد
- صندوق الاحتمالات التطبيقية
- معهد أبحاث العمليات وعلوم الإدارة (INFORMS)

## للمزيد من القراءة
- بليْك، إ.ف. (1981). مقدمة في الاحتمالات التطبيقية، وايلي. (ردمك 0-471-06082-8)
- بايزا-ياتس، ر. (2005). تطورات حديثة في الاحتمالات التطبيقية، سبرنغر. (ردمك 0-387-23378-4)

## روابط خارجية
- موقع صندوق الاحتمالات التطبيقية